# Rhytidochrota nigra
Rhytidochrota nigra är en insektsart som beskrevs av Marius Descamps och Christiane Amédégnato 1973. Rhytidochrota nigra ingår i släktet Rhytidochrota och familjen gräshoppor. Inga underarter finns listade i Catalogue of Life.